# Ceintuurbaan (Amsterdam)

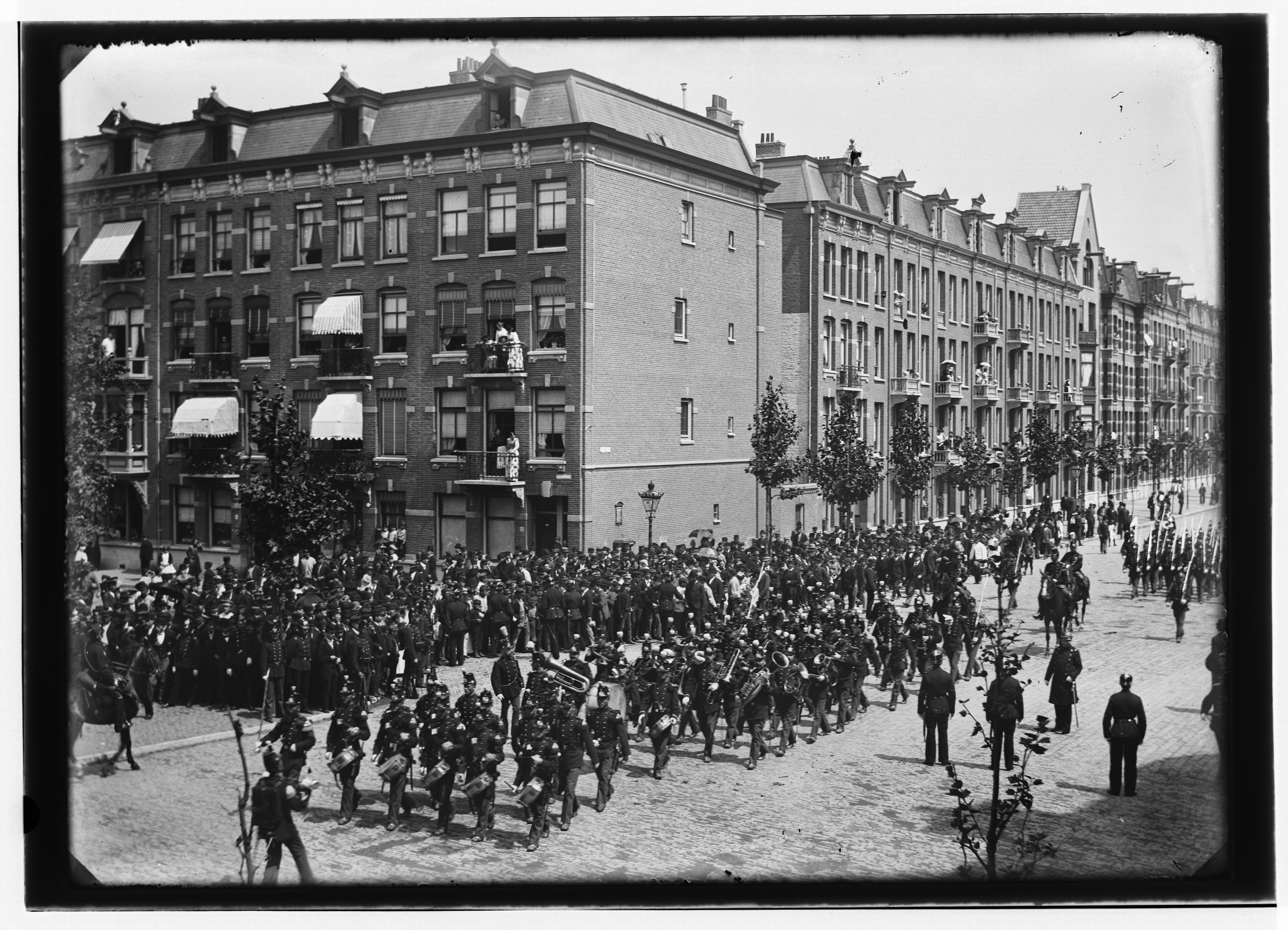
Ceintuurbaan, hoek Sarphatipark, gezien naar Van Woustraat / Amstel tijdens een militaire parade; 9 juli 1893. Foto: Jacob Olie.

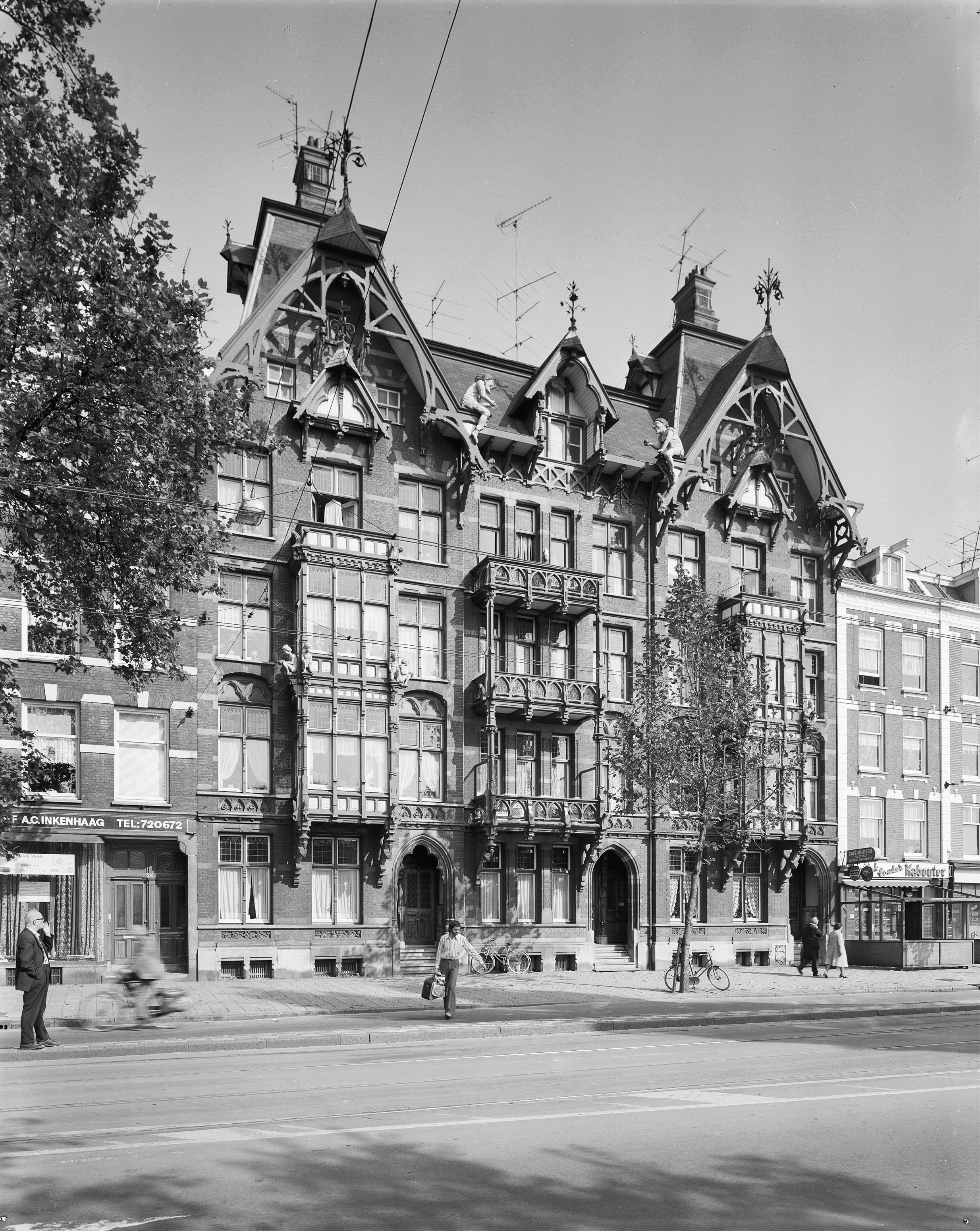
Het Huis met de Kabouters in 1977.

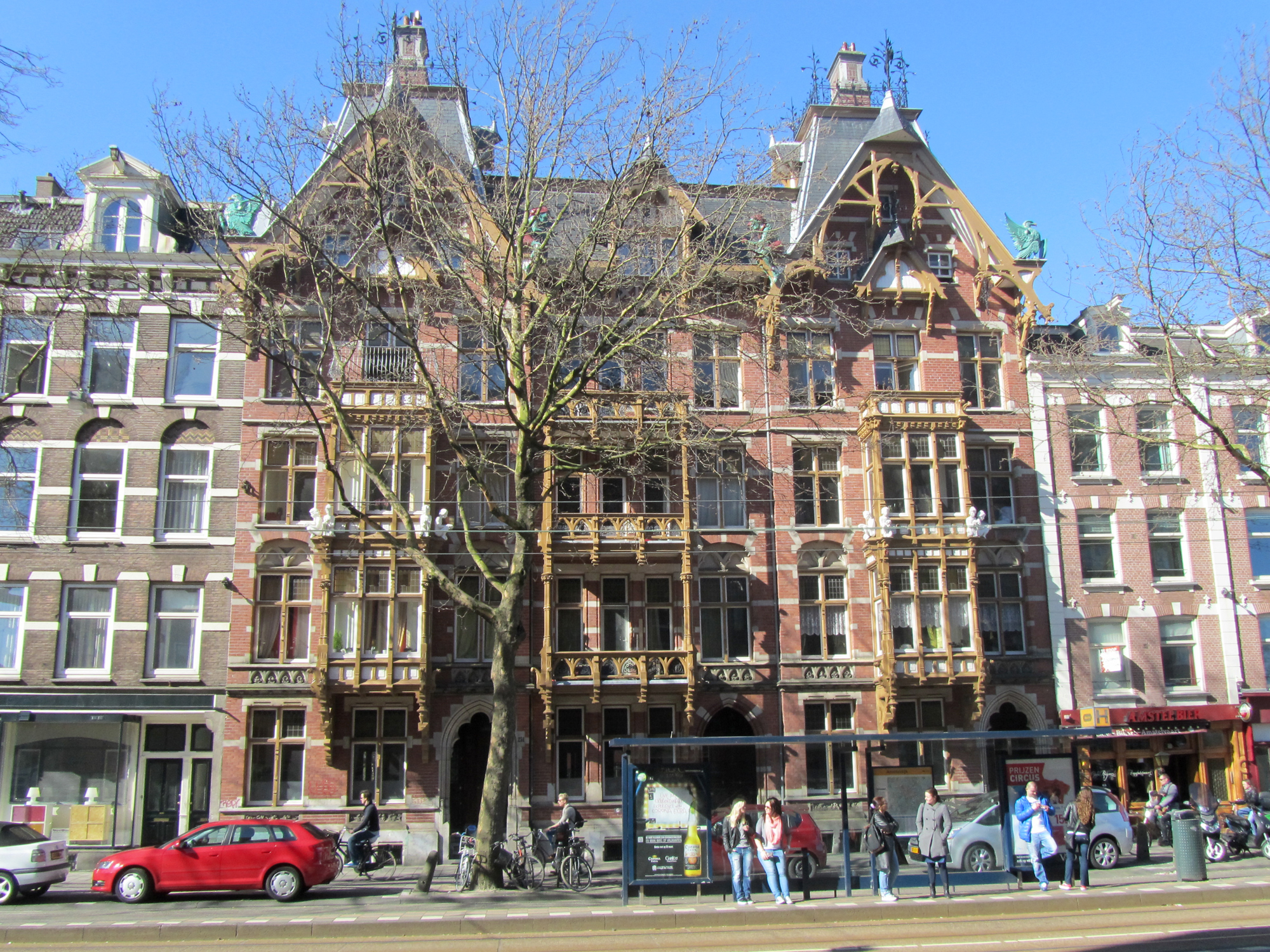
Het Huis met de Kabouters.

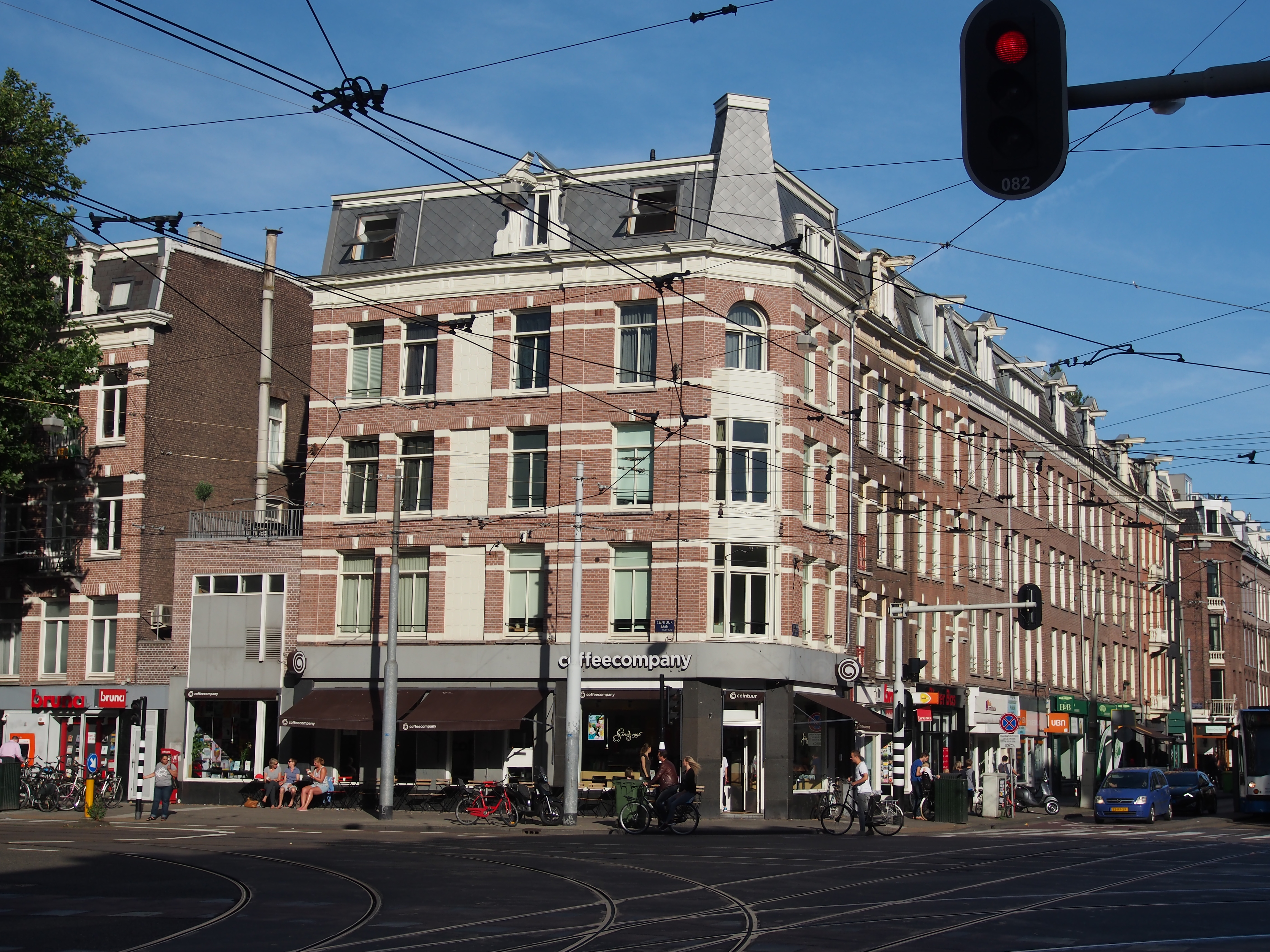
Ceintuurbaan hoek Van Woustraat.

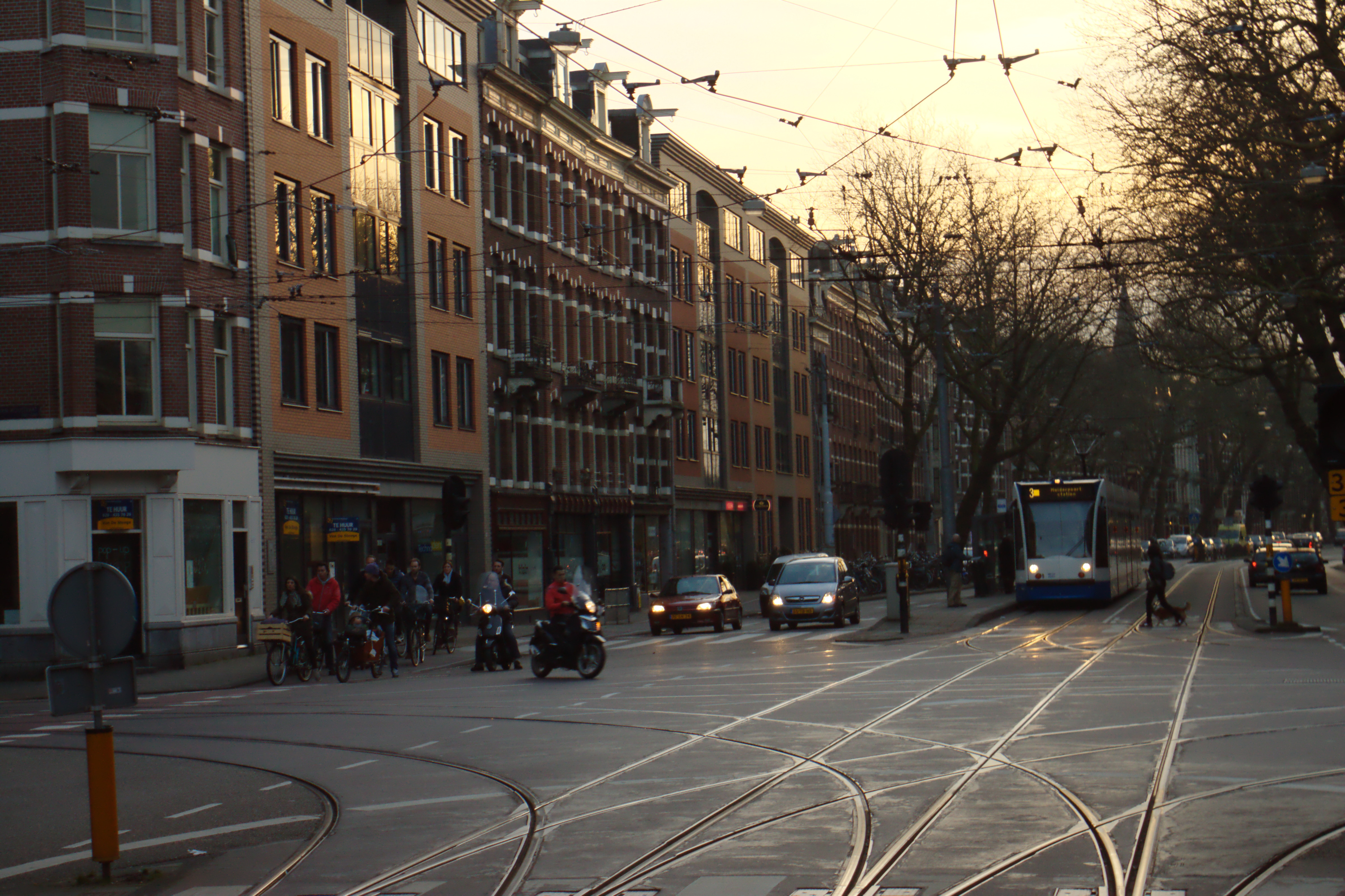
Ceintuurbaan hoek Van Woustraat met tramlijn 3.

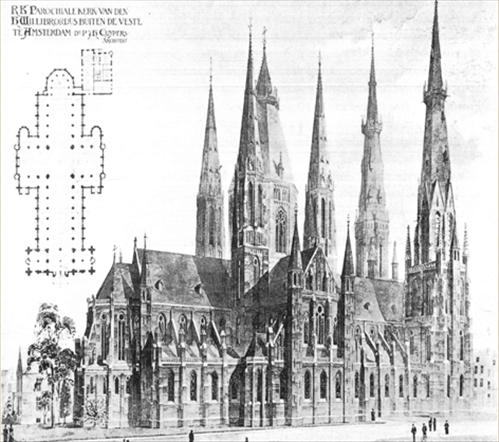
Ontwerptekening van de Sint-Willibrorduskerk buiten de Veste, met veel meer torens dan er uiteindelijk werden gebouwd.

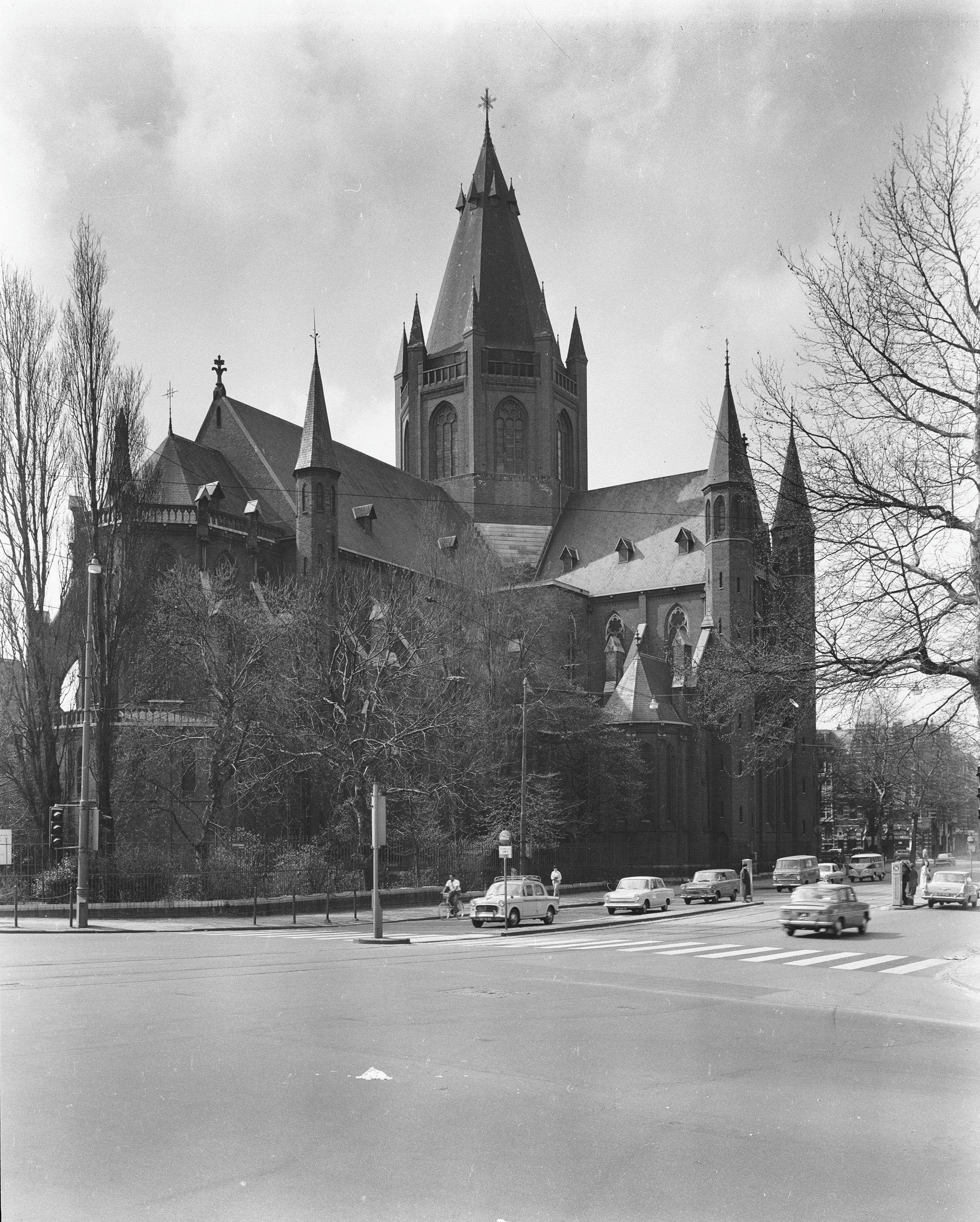
De Sint-Willibrorduskerk buiten de Veste stond van 1873 tot 1970 op de hoek van de Ceintuurbaan en de Amsteldijk.

De Ceintuurbaan is een straat in de wijk De Pijp in Amsterdam-Zuid.

## Aanleg en ligging
Eind 19e eeuw gaf burgemeester Alexander Boers van de toenmalige gemeente Nieuwer Amstel (sinds 1964 Amstelveen) opdracht tot de aanleg van de Ceintuurbaan om een hoogst noodzakelijke verbinding dwars door de Binnendijksche Buitenvelderse Polder te creëren. Het gedeelte tussen de Amstel en de Boerenwetering in de wijk De Pijp werd in 1881 de Ceintuurbaan genoemd. Het gedeelte dat langs het Sarphatipark voert kreeg in 1892 de naam van dat park, zodat de Ceintuurbaan sedertdien in feite uit twee gescheiden delen bestaat. Vooral als verkeersweg bedoelt men met "Ceintuurbaan" echter in feite nog steeds vaak beide delen en het tussenliggende vroegere deel langs het park. De straat loopt van oost naar west en de belangrijkste kruisingen zijn die met de Amsteldijk, de Van Woustraat en de Ferdinand Bolstraat. In 1896 werd het hele gebied geannexeerd door gemeente Amsterdam.
Ten westen van de Boerenwetering wordt de straat voortgezet als Roelof Hartstraat, die weer overgaat in achtereenvolgens Van Baerlestraat, Eerste Constantijn Huijgensstraat, Bilderdijkstraat en Frederik Hendrikstraat. Deze straten tezamen vormen de bovengenoemde "ceintuurweg", gedeelten waarvan (zoals het viaduct over het Vondelpark in 1947) echter pas tientallen jaren na het begin van de twintigste eeuw werden voltooid. Als concentrische verkeersader kreeg deze weg ook nooit hetzelfde belang als de zogeheten centrumring, bestaande uit de dichter bij het stadshart gelegen Marnixkade, Stadhouderskade en Nassaukade. Anders dan de Ceintuurbaan maakt deze ring als S100 deel uit van het in 2005 vastgestelde "Hoofdnet Auto" van de gemeente Amsterdam.

## Winkels
Als winkelstraat is vooral het gedeelte tussen Sarphatipark (c.q. Tweede Van der Helststraat) en Ferdinand Bolstraat van belang. Alleen in dit deel van de Ceintuurbaan treft men vrijwel aaneengesloten winkelpanden aan, hier en daar afgewisseld met andere voorzieningen (voornamelijk horeca). Aan de noordzijde ontstond hier in de jaren 90 een concentratie aan computerwinkels.

## Architectuur
Op de hoek van de Amsteldijk en de Ceintuurbaan stond van 1873 tot 1970 de Sint-Willibrorduskerk, meer volledig Sint-Willibrorduskerk buiten de Veste genaamd. Dit was een rooms-katholieke kerk in neogotische stijl naar ontwerp van Pierre Cuypers, het grootste kerkgebouw dat hij bouwde, en ook de grootste kerk van Amsterdam. Met de bouw werd in 1871 begonnen en in september 1873 werd het eerste gedeelte in gebruik genomen. Pas in 1924 werd de hoogste toren, en daarmee de kerk, voltooid; Cuypers' ontwerp voorzag in een nog grotere centrale toren, maar daaraan is zelfs nooit een begin gemaakt. De tijd verkeerde: de katholieke bevolking nam in de loop van de twintigste eeuw af en daarmee de financiële middelen. Ook de depressie van de jaren 30, de Tweede Wereldoorlog en de armoede direct daarna waren omstandigheden die ertoe bijdroegen dat men vaak zelfs niet aan afdoende onderhoud toekwam en in de jaren 60 verkeerde de kerk in bouwvallige staat. Op dat moment was ook de waardering voor neogotiek sterk gedaald. De genoemde factoren leidden ertoe dat tot afbraak van de Sint-Willibrorduskerk werd besloten, waarmee in 1970 werd begonnen. De parochie was al in 1966 verhuisd naar een nieuw gebouw (tegenwoordig bekend als het Afrikahuis) aan de Van Ostadestraat. Nog later ging de parochie samen met die van de Vredeskerk (aan de Pijnackerstraat), nu de enige overgebleven katholieke kerk in de Pijp.
Van de overige oorspronkelijke bebouwing aan de Ceintuurbaan – overwegend uit de laatste vijftien jaar van de negentiende eeuw – is weinig verdwenen. Tot de opvallendste nieuwbouw hoort het blok bestaande uit verzorgingstehuis Amsta, voorheen Tabitha genaamd, en het belendende wooncomplex met gevels in oranjerode baksteen. Deze gebouwen kwamen op de plaats waar voorheen de Sint-Willibrorduskerk stond, aan het oostelijke einde van de Ceintuurbaan. Een deel van het terrein bleef echter onbebouwd, wat onder meer tot gevolg had dat de weliswaar korte Servaes Noutsstraat een grotere breedte dan lengte kreeg en nu meer een plein is. Hier kwamen voornamelijk speelvoorzieningen.
Dicht bij de Amstel staat het Huis met de Kabouters (Ceintuurbaan 251-255), een rijksmonument. Het hoort tot de oudste gebouwen aan de Ceintuurbaan (alleen de verdwenen Sint-Willibrorduskerk en de paar panden tussen het Huis met de Kabouters en de Amsteldijk werden eerder gebouwd): het dateert uit 1884 en bestaat in feite uit drie woonhuizen, ontworpen door architect A.C. Boerma. De stijl is een mengsel van neogotiek en chaletstijl. Het gebouw valt vooral op door de rijke versieringen. De portieken zijn voorzien van aan de gotiek ontleende spitsbogen; aan de erkers van de twee buitenste panden bevinden zich putti; aan de uiteinden van het houtwerk van de overstekende dakconstructie ziet men drakenkoppen; op het dak zelf bevinden zich aan de uiteinden van het geheel twee naar buiten gerichte adelaars met wapenschilden en, meer naar binnen, de twee kabouters waaraan het gebouw zijn (overigens officieuze) naam dankt. Deze kabouters zijn naar elkaar gewend, waarbij de ene kabouter de andere een bal toewerpt. Mogelijk wordt hiermee verwezen naar degene in wiens opdracht de woningen zouden zijn gebouwd, ene Van Ballegooyen. Er bestaat evenwel ook een andere verklaring, namelijk dat de kabouters twee aannemers symboliseren die met elkaars hulp de bouw van de huizen konden voltooien; ze staan dan voor "elkaar de bal toespelen". Aan kinderen, door de generaties heen door de kabouters gefascineerd, wordt wel verteld dat de bal op schrikkeldagen daadwerkelijk wordt overgegooid op een moment dat niemand kijkt – een verhaal dat verscheidene varianten kent.
Niet ver vandaar, op de hoek met de Servaes Noutsstraat, staan winkel- en woonhuizen in neorenaissancestijl uit 1896. Het eigenlijke hoekpand (Ceintuurbaan 446) heeft een fraaie erker. Verscheidene andere hoekpanden aan de Ceintuurbaan zijn voorzien van erkers of op andere wijze verticaal geaccentueerd, zoals op de kruising met de Van Woustraat en die met de Eerste van der Helststraat (waar zich op elk der drie bebouwde hoeken een erker bevindt). Dit weerspiegelt het idee dat de Ceintuurbaan een soort stadsboulevard zou worden. Over het algemeen waren de panden aan de Ceintuurbaan bedoeld voor de wat beter gesitueerden en werden dus beter uitgevoerd dan veel van de overige bebouwing in het noordelijke deel van de Pijp. Mede daarom hoefde er aan de Ceintuurbaan weinig van de oorspronkelijke bebouwing te worden vervangen door nieuwbouw, terwijl in de woonstraten ten noorden en ten zuiden ervan vanaf de jaren 70 op verscheidene plaatsen panden werden gesloopt en nieuwe huizen en wooncomplexen verrezen (met name in de omgeving van de huidige Hercules Seghersstraat).
Halverwege de Ceintuurbaan is een ingang van het Sarphatipark, ongeveer 4,5 hectare groot en vernoemd naar de arts en weldoener Samuel Sarphati (1813-1866). Het was zijn idee om het park aan te leggen, maar voor het zover kwam was de gemeente van plan hier het Centraal Station aan te leggen, wat door toedoen van de rijksoverheid werd verhinderd. In het park bevindt zich een gedenkteken voor Sarphati (rijksmonument) en een gemaal (gemeentemonument). Zie verder: Sarphatipark.
Ceintuurbaan 282-284, tegenwoordig een café-bar, was van zijn voltooiing in 1921 tot december 1976 een bioscoop, het Ceintuur Theater. Met enige moeite ziet men de naam nog op de voorgevel in de vorm van twee metalen ornamenten. De bouwstijl is art deco (waarvan dit het enige voorbeeld in de Pijp is); het ontwerp is van architect Willem Noorlander. Het was niet toevallig een van de eerste betonnen gebouwen in Amsterdam: de keuze voor beton als bouwmateriaal maakte een balkon zonder ondersteuning door zuilen mogelijk, zodat alle bezoekers vrij zicht hadden op het filmscherm. Ook dit gebouw is een rijksmonument.
Een bioscoop die nog wel (of beter: weer) open is, is Filmtheater Rialto (Ceintuurbaan 338). Het dateert van 1920 en is ontworpen door architect Jan van Schaik in opdracht van filmliefhebber/bioscoopdirecteur A.P. Du Mée. Sinds 1982 is de bioscoop in gebruik door de Stichting Amsterdams Filmhuis. Rialto programmeert wat artistiekere films, niet per se gericht op een groot publiek.

## Openbaar vervoer
De Ceintuurbaan is over de hele lengte voorzien van tramrails. Sinds 1904 rijdt hierover tramlijn 3, een verbinding tussen de oostelijke en de westelijke stadsdelen. Sinds 1929 rijdt tussen de Hobbemakade en de Ferdinand Bolstraat ook tramlijn 24. Over het gedeelte ten westen van de Ferdinand Bolstraat rijdt sinds 1977 ook tramlijn 12 en tramlijn 5 van 1978-1982. Lijn 24 reed van 2003 tot 2016 een omleidingsroute via lijn 16 en niet over de Ceintuurbaan, deze lijn keerde hier in 2017 terug. Van 2003 tot de opheffing in 2013 volgde lijn 25 vanwege de bouw van  metrostation De Pijp in de Ferdinand Bolstraat ook een omleiding; deze voerde over het gedeelte van de Ceintuurbaan tussen de Ferdinand Bolstraat en de Van Woustraat. Tramhaltes bevinden zich bij de kruisingen met de Van Woustraat, Tweede Van der Helststraat en Ferdinand Bolstraat (en voorheen bij de Amsteldijk, Ruysdaelkade aan het westelijke einde van de Ceintuurbaan).
Het genoemde metrostation onder de Ferdinand Bolstraat werd tot maart 2012 overigens aangeduid als "station Ceintuurbaan", het heet nu "Station De Pijp". Een van de twee ingangen van dit station kwam op de hoek van Ceintuurbaan en Ferdinand Bolstraat, waarvoor een bankgebouw aldaar is gesloopt.